# Matelea pauciflora
Matelea pauciflora är en oleanderväxtart som först beskrevs av Spreng., och fick sitt nu gällande namn av R. E. Woodson. Matelea pauciflora ingår i släktet Matelea och familjen oleanderväxter. Inga underarter finns listade i Catalogue of Life.